# Stará Vožice
Stará Vožice (německy Alt Woschitz) je vesnice, část města Mladá Vožice v okrese Tábor v Jihočeském kraji. Nachází se asi 4,5 kilometru jihozápadně od Mladé Vožice. Stará Vožice je také název katastrálního území o rozloze 3,94 km².

## Historie
První písemná zmínka o vesnici pochází z roku 1399. V 16. století se v okolí Staré Vožice těžilo stříbro. Na území mezi Starou Vožicí a Ratibořskými Horami (na Výlevech) bylo v období mezi lety 1515 až 1600 získáno přibližně 21,25 kilogramu stříbra.

## Obyvatelstvo
| Rok            | 1869 | 1880 | 1890 | 1900 | 1910 | 1921 | 1930 | 1950 | 1961 | 1970 | 1980 | 1991 | 2001 | 2011 | 2021 |
| -------------- | ---- | ---- | ---- | ---- | ---- | ---- | ---- | ---- | ---- | ---- | ---- | ---- | ---- | ---- | ---- |
| Počet obyvatel | 387  | 391  | 399  | 339  | 305  | 290  | 245  | 165  | 150  | 132  | 120  | 105  | 107  | 84   | 80   |
| Počet domů     | 42   | 40   | 57   | 58   | 52   | 50   | 53   | 49   | 41   | 35   | 33   | 48   | 46   | 47   | 47   |

## Obecní správa
Při sčítání lidu v letech 1850–1976 Stará Vožice byla samostatnou obcí, se kterým patřila nejprve do okresu Tábor, ale v roce 1950 v okrese Votice a od roku 1960 opět v okrese Tábor. Od 1. dubna 1976 je částí města Mladá Vožice v okrese Tábor.

## Pamětihodnosti
- Usedlost čp. 21

## Galerie

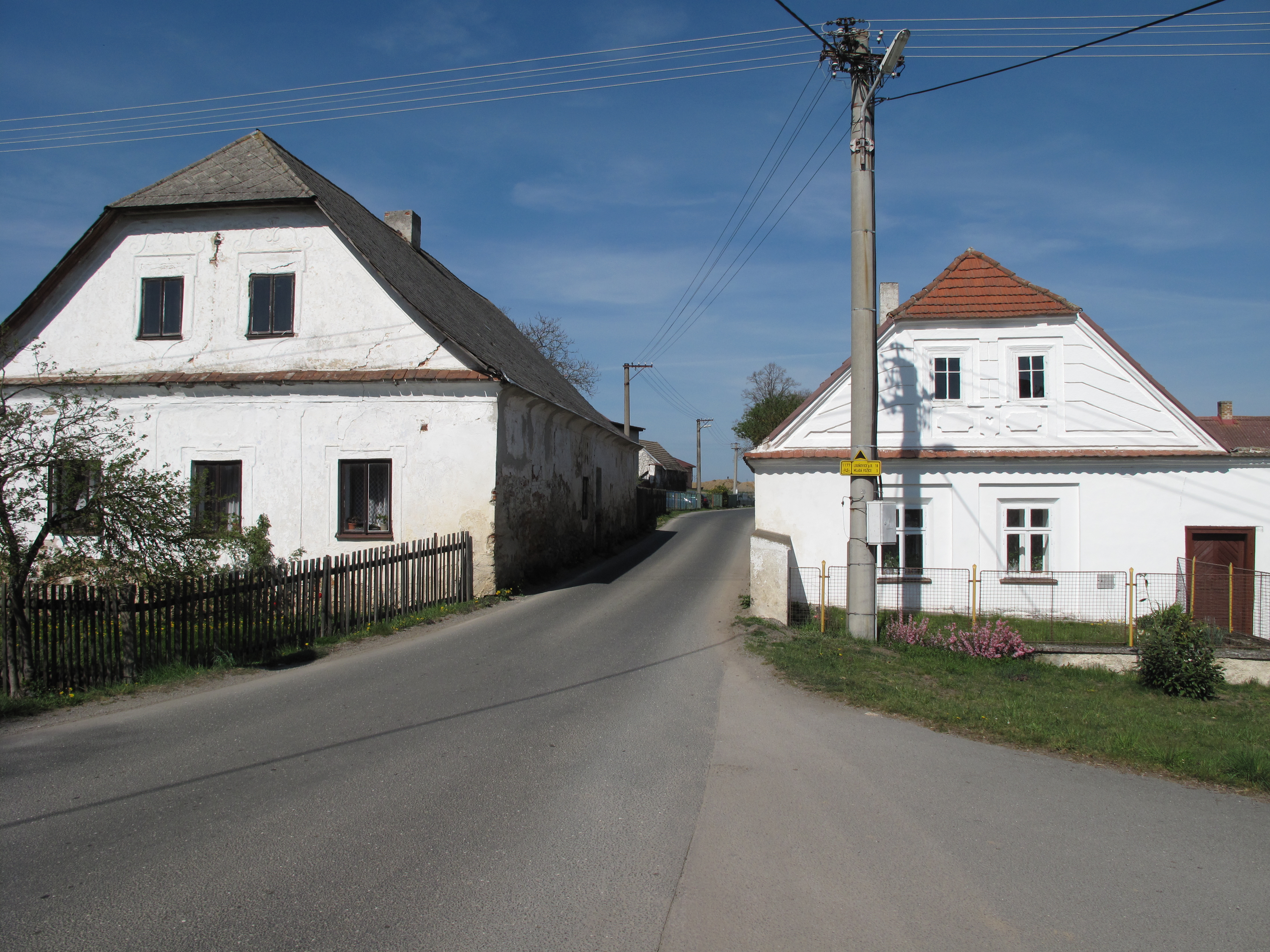
Silnice mezi domy
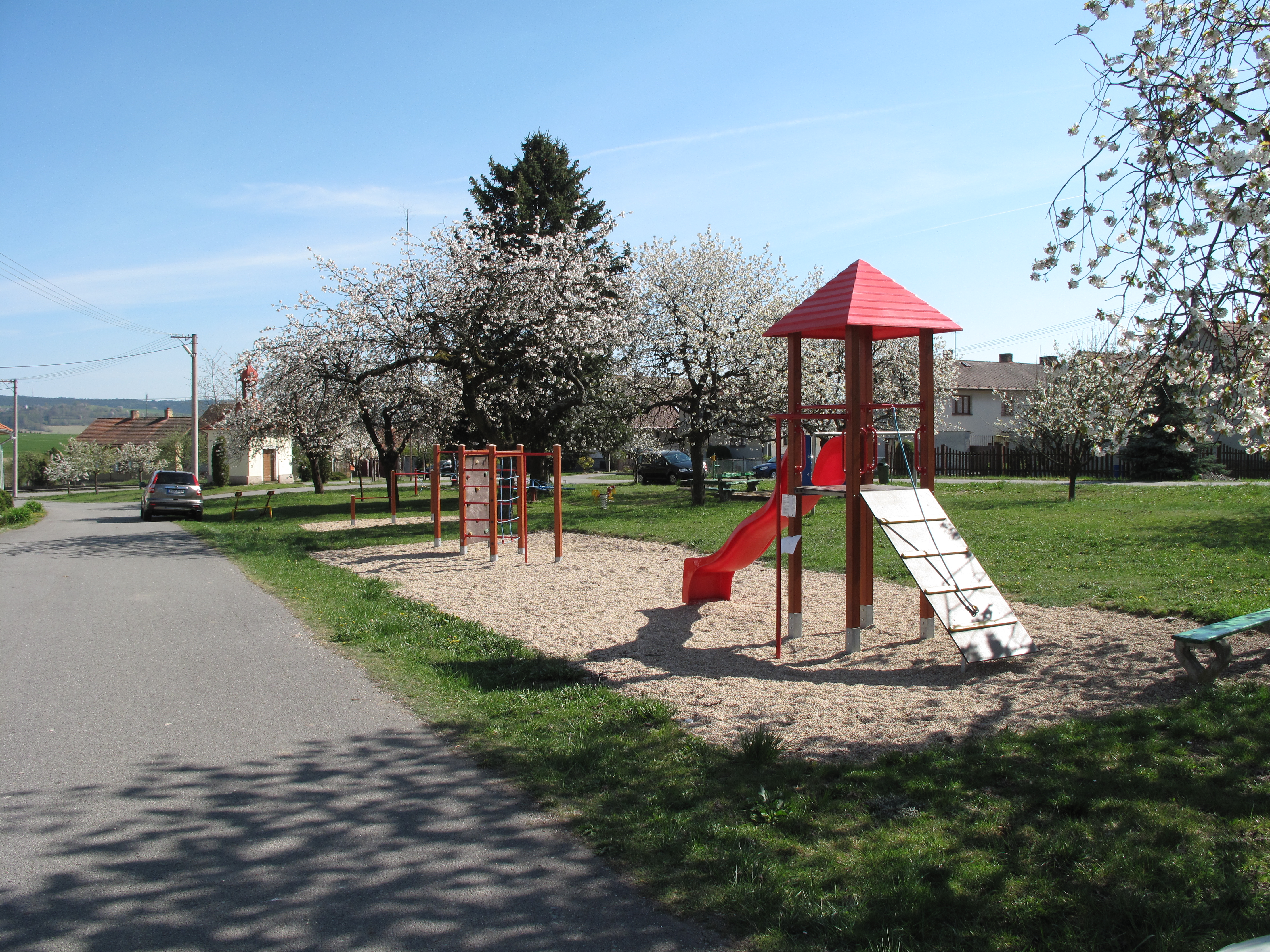
Dětské hřiště
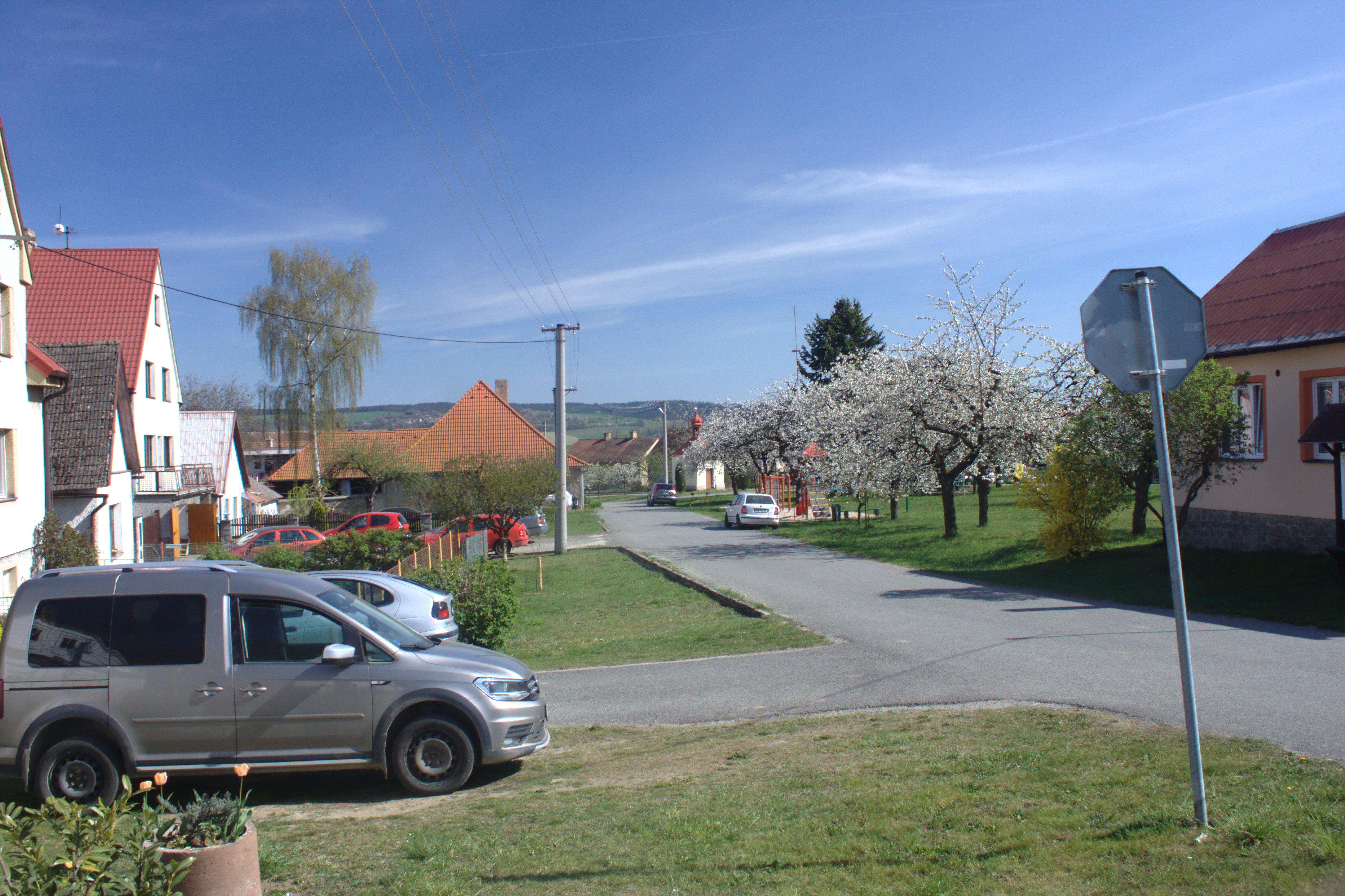
Náves
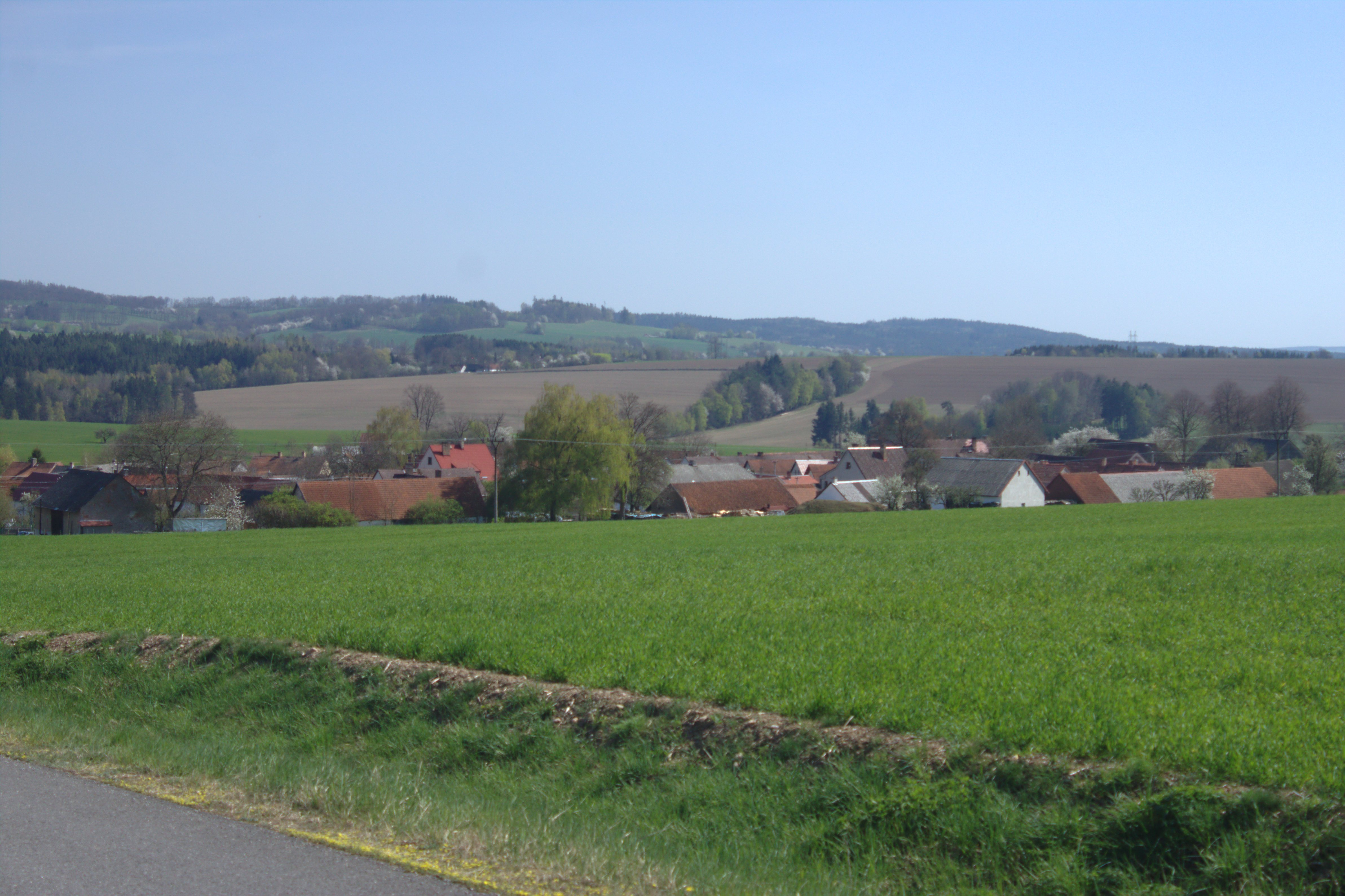
Zdáli